# Tropico
«Тро́пико» (англ. Tropico) — компьютерная игра, стратегия/экономический симулятор от компании Take-Two Interactive. Впервые вышла в 2001 году и дала начало одноимённой серии игр, из которых в настоящее время последней является Tropico 6.

## Цель игры
В этой игре игрок выступает в роли главы небольшого островного государства Тропико, находящегося в Карибском бассейне. Игра начинается традиционно в 1950 году: в зависимости от условий игры игроку предстоит не только продержаться у поста президента, но и привести остров к процветанию, развивая экономику и повышая уровень счастья граждан, а также позаботиться о своей жизни, откладывая по возможности деньги на счёт в швейцарском банке. У игрока есть широкие возможности развивать сельское хозяйство, промышленность, туризм и сферу развлечений. Также ему предстоит завоёвывать доверие политических фракций на своём острове и поддерживать отношения с США и СССР, чтобы удержаться у власти.

## Создание карты
Игрок может создавать свою карту, устанавливая рельеф (максимальную высоту), долю суши на карте, растительность и полезные ископаемые, а также размер самой карты. Далее он устанавливает  цели игры, которые могут быть следующими:
- сделать население счастливым;
- перевести деньги на счёт в швейцарском банке;
- развить экономику;
- все цели сразу;
- отсутствие целей (тогда время игры не ограничено).

Игрок устанавливает время игры — от 10 до 70 лет (при нормальной скорости один игровой год составляет несколько минут). Также необходимо установить уровень экономических и политических сложностей игры: чем выше уровень сложностей, тем больше будут расходы игрока и тем труднее будет ему выиграть выборы. Допустим режим «Песочница»: в экономическом плане у игрока появляется неограниченное количество денег, а в политическом — выборы проводятся только по его желанию.
Дополнительно может устанавливаться по желанию игрока одно из следующих условий:
- обязательное проведение свободных выборов без права отмены и мошенничества;
- отсутствие постоянной иммиграции на остров;
- повышенный риск появления мятежников;
- усложнённые условия для туризма.

### Персонаж
Игроку надо будет выбрать своего персонажа и либо принять автоматически все его характеристики, либо задать свою характеристику. Среди возможных персонажей — Че Гевара, Фидель Кастро, Эвита Дуарта, Хуан Перон, Аугусто Пиночет, Антониу Салазар и другие. Игроку надо будет указать происхождение персонажа, путь к власти, достоинства и недостатки. Каждый пункт влияет на отношение к народу и может как давать бонусы, так и осложнять игру. Необходимо выбрать два ценных качества и два недостатка.

## Возможности игры

Геймплей игры

В распоряжении игрока есть 85 уникальных зданий: жилые дома, фабрики, сельскохозяйственные строения, туристические постройки, инфраструктура, правительственные и социальные учреждения. Игрок может издать более 30 указов, касающихся разных сфер жизни общества.

### Забота о населении
Игроку предстоит позаботиться о его подчинённых, обеспечить их едой, жильём, работой, возможностью ходить в церковь, в поликлинику и в развлекательные заведения. Если население даже после всех действий игрока, направленных во благо, будет недовольно, можно создать огромную армию, чтобы народ не бунтовал (однако солдаты должны быть довольны жизнью, иначе начнется военный переворот). В крайнем случае есть возможность столкнуться с мятежниками, восставшими солдатами или иностранным вмешательством. Управлять никем из граждан нельзя напрямую, также нельзя управлять и солдатами.

### Счастье населения
Счастье населения определяется по 10 пунктам удовлетворённости (каждый пункт в статистических данных определяется по 100-балльной шкале). Первые пять факторов наиболее важные, вторые являются менее важными. Чем выше уровень счастья, тем больше пользы от человека. Недовольные становятся мятежниками.
- Продукты. Для обеспечения продуктами необходимо строить фермы (каждая ферма способна прокормить около 30 человек), ранчо и рыболовецкие пристани. Тропиканцы будут ходить на фермы за едой. Если построить рынок, то путь за едой сокращается и тропиканцы тратят меньше сил на поиск еды и экономят вам время и деньги. Если у тропиканца чувство голода опустится до нуля и он не сможет отыскать еду, то он может умереть с голода.
- Жильё. Обычно тропиканцы живут в лачугах, но они недовольны такими условиями проживания. Для них можно построить жильё: от обычной ночлежки до частного особняка. Они отличаются по качеству, но намного лучше лачуги. Возможно брать плату за проживание, но не более трети от доходов проживающих в доме (часть жилья должна быть бесплатной для пенсионеров, студентов и безработных, не получающих деньги). В дополнении Tropico: Paradise Island проблема была частично исправлена: один из указов позволяет выплачивать пенсионерам и студентам пособие в размере двух третей от средней зарплаты, что можно использовать для определения ренты. Для элиты острова (людей со средним и высшим образованием) жильё должно быть также высокого качества.
- Религия. Для многих жителей острова посещение церкви является очень важным, особенно для членов фракции духовенства. Строительство обычной церкви удовлетворяет большинство тропиканцев, однако позже фракция духовенства будет требовать постройку собора — более дорогого, но и с более высоким качеством. Работать в церкви могут люди со средним образованием, у которых есть хотя бы минимальная поддержка фракции духовенства. В соборе же требуются люди с высшим образованием.
- Развлечения. В свободное время люди хотят развлечься. Строительство разнообразных объектов развлечения (казино, бары, рестораны и ночные клубы) приносит доходы, однако цена за вход не должна превышать зарплату одного человека, а для неимущих развлечения должны быть бесплатными (проблема аналогично решена в дополнении «Paradise Island»). Посещать развлекательные объекты могут и туристы, но у каждого также есть лимит траты денег на каждое развлечение. Рекомендуется также строить разные заведения, чтобы путём разнообразия повысить удовлетворённость жителя или туриста.
- Здравоохранение. Качественное здравоохранение продлевает жизнь каждого жителя острова, но работать они могут лишь до 65 лет, после чего автоматически уходят на пенсию. Чем дольше они живут (особенно сторонники президента), тем лучше. Есть три типа медицинских заведений: профилактические (снижают уровень заболеваемости на 20 %), акушерские (повышают рождаемость на 50 %) и геронтологические (в среднем продлевают жизнь на 5 лет каждому тропиканцу). Больница требует электричества, однако обслуживает больше людей и предоставляет более квалифицированные услуги.
- Безопасность. Преступники никогда не показываются на карте, но уровень преступности всегда повышает недовольство. Особенно высоким уровень преступности является в районах увеселительных заведений. Полицейские, патрулирующие местность, снижают уровень преступности; также снижают уровень преступности сами полицейские участки и тюрьмы. При этом полицейские оказывают негативное влияние на население, хотя оно меньше в 4 раза, чем у солдата или генерала.
- Окружающая среда. Забота об окружающей среде очень важна. Чтобы сохранять высокий уровень чистоты острова, нужно не только бороться с загрязнением от фабрик и мусором, которые оставляют граждане, но и украшать город. Для этого можно строить фонтаны и памятники или сажать растения; ряд мер позволяет сократить выбросы в атмосферу, однако повышают расходы на эти предприятия.
- Личная свобода. Недовольные своей личной свободой могут примкнуть к мятежникам. Чтобы предотвратить такой сценарий развития событий, надо проводить свободные выборы (избегать фальсификаций и честными методами добиваться расположения избирателей), сводить численность армии и полиции до минимальных (лучше воинские части за пределы городов) и развивать независимые СМИ (вещание телекомпании Би-би-си и Радио «Свобода» на острове).
- Работа. Этот показатель зависит от зарплаты, которую получает тропиканец, и уровня работы. Выпускник школы или колледжа не будет доволен работой на предприятии, где работают люди без образования. Постоянно увольняемый тропиканец также будет недоволен отсутствием работы. Лучше, если работа будет располагаться рядом с домом.
- Лояльность к власти. Уважение к власти зависит от тех фракций, в которых состоит данный индивидуум: чем выше отношение фракции к президенту, тем лучше. На лояльность тропиканца влияют по-разному частные указы, которые затрагивают иногда его семью, а в некоторых случаях и свидетелей события. При этом в случае проведения выборов уважение одного из тропиканцев — конкурентов президента — значительно снижается в период выборов.

## Интерфейс
Внизу слева располагается уменьшенная копия карты и 4 кнопки управления камерой — «увеличение масштаба», «уменьшение масштаба», «поворот карты влево», «поворот карты вправо». Они позволяют лучше рассмотреть объекты на карте и определить, где находится тот или иной житель. Чуть левее панели управления камерой с миникартой находятся три кнопки: «строительство», «указы» и «справка». Первая кнопка позволяет строить разные типы зданий:
- жилые здания (в них могут жить люди, это повышает уровень счастья населения)
- промышленность (фабрики и заводы)
- сельское хозяйство (фермы и шахты)
- туризм (гостиницы для туристов и развлекательные заведения)
- инфраструктура (строительные конторы, конторы носильщиков, дороги, аэропорты, причалы, электростанции и подстанции)
- правительственные учреждения (здания СМИ, полицейские участки, посты охраны, арсеналы и здание МИД)
- социальная сфера (больницы, храмы, школы и институты)
- благоустройство территории (посадка растений)
- прочие здания (фонтаны, статуи; также есть возможность сносить здания)

Строительство зданий возможно при наличии стройконторы. Строительство занимает время: рабочие расчищают и разравнивают площадку, а затем возводят здание. Чем сложнее и дороже здание, тем дольше оно строится. По ходу строительства можно отказаться от сооружения здания и вернуть в казну деньги.
Вторая кнопка позволяет издавать разные указы:
- население (подкупить человека, арестовать, заклеймить его как еретика или расстрелять)
- внешняя политика (указы, направленные на развитие отношений с США или СССР)
- экономика (указы о рекламных кампаниях и развитии экономики)
- политика и религия (политические и религиозные распоряжения)
- социальная сфера (меры, направленные на улучшение отношений с фракциями духовенства и интеллигенции, а также повышение уровня счастья пенсионеров, безработных и детей)

Третья кнопка позволяет узнать больше о текущем состоянии острова. Как правило, остров или здания окрашиваются в зелёный цвет (отличная ситуация на этом участке), жёлтый (норма) или красный (плохое положение). При отношении к населению используются стрелки:
- общая характеристика (узнать о пригодности острова к выращиванию разных пищевых культур, об уровне недовольства населения)
- население — демография (узнать уровень счастья, возраст, лидерские способности)
- население — счастье (узнать уровень счастья отдельных людей по каждому из 10 пунктов счастья)
- население — политика (стрелки указывают на сторонников каждой фракций, цвет отражает лояльность)
- здания (узнать информацию о строительстве либо эффективности работы зданий)

Справа на панели находится информационное окно, в котором игрок можете увидеть сообщения о ситуации на острове либо следить за отдельным зданием или человеком. Под окошком есть четыре кнопки — текущее состояние казны, личный счёт Президента, текущая дата и население острова. Щёлкнув по любой из этих кнопок, откроется соответствующая часть ежегодного журнала, который открывается каждый год. Также там есть кнопка меню и индикаторы скорости игры. Журнал можно вызвать через основное меню игры.

## Внутренняя политика

### Фракции
В игре есть 6 фракций со своими взглядами: милитаристы, духовенство, социалисты, капиталисты, интеллектуалы и «зелёные». Всем невозможно угодить, однако поддержка хотя бы одной фракции нужна игроку для достижения успеха. Лидер одной из фракций может стать конкурентом Президента на выборах.
- Милитаристы являются фракцией средних размеров. Они выступают за сильную армию Тропико, которая могла бы справиться с мятежниками и другими угрозами. В случае неудовлетворения их требований (зарплата солдат, размер армии) солдаты могут поднять бунт, поэтому поддержка этой фракции особенно важна: если средний уровень счастья на острове низкий, то только армия сможет справиться с мятежниками и революционерами. При этом военные не смогут повлиять на возможный фактор вторжения иностранных войск.
- Духовенство является одной из крупнейших фракций Тропико. Христиане желают, чтобы у всех жителей была возможность ходить в церковь или собор. Сомнительные с их точки зрения указы будут внушать населению презрение к правителю. Для удовлетворения нужд духовенства можно не только строить церкви и соборы, но и издавать ряд указов о борьбе с алкоголизмом, контрацептивами, еретиками и диссидентами.
- Социалисты или Коммунисты является одной из крупнейших фракций Тропико. Её члены выступают за улучшение положения рабочих (борьба с безработицей и одинаковая для всех зарплата) и обеспечения жильём всех людей. Партия пользуется поддержкой со стороны СССР (в официальном переводе говорится о России), и если Президент установит очень хорошие отношения с коммунистами, то будет получать из СССР большую иностранную помощь.
- Капиталисты представляют небольшую часть острова (в основном это богатая элита) и считают, что Президент обязан обеспечивать элиту населения достойным жильём, развлечениями (в последнем вопросе они выступают за развлечения для всех) и уровнем зарплаты, а также поддерживать экономику острова за счёт промышленности и туризма. Хорошие отношения с капиталистами станут залогом крепких отношений с Соединёнными Штатами, которым лидер фракции сообщает об успехах и неудачах Президента.
- Интеллектуалы или Интеллигенция — это небольшая часть острова (преимущественно люди со средним и высшим образованием), которые требуют, чтобы на острове были обязательно средние школы и университеты, которые могли бы предоставить тропиканцам право получать образование (на острове в начале игры всего пять человек с образованием не ниже среднего). Они также выступают за развитие свободы слова и демократии. Невыполнение этих требований может привести к эмиграции всех образованных жителей Тропико.
- Зелёные являются фракцией относительно средних размеров. Немалое число жителей острова считает, что природа острова должна оставаться нетронутой, а промышленность только навредит острову. Поддержка острова в чистоте (борьба с загрязнениями воздуха от фабрик, шахт и электростанций, сохранение лесного покрова и уборка мусора), улучшение его красоты (строительство фонтанов, посадка растений и снос уродливых построек) — именно этого добиваются зелёные.

### Выборы
Игрок будет принимать участие в выборах, где соревнуется с одним из жителей острова за своё кресло (обычно лидером фракции). Выборы будут проводиться через год после соответствующего объявления. Для победы необходимо заручиться поддержкой хотя бы половины жителей острова: голосовать имеют право граждане острова старше 13 лет (кроме находящихся в местах лишения свободы).
У Президента есть право издавать указ о досрочных выборах, чтобы укрепить свои позиции и перезапустить часы, отсчитывающие время до очередных выборов. Также он имеет право отменять выборы путём отказа от их проведения или вводом военного положения. В окне сообщений во время выборов отображается диаграмма поддержки избирателей: зелёные линии указывают на число сторонников Президента, а красные на сторонников конкурента. Чем ближе линии к середине и чем больше они, тем сильнее поддержка того или иного кандидата.
За месяц до выборов Президенту приходит сообщение о возможном исходе голосования. Советник может предложить вне зависимости от результатов опросов повысить шансы на победу, подготовив лиц для вброса бюллетеней (можно подделать не более 20 %). Если Президент даст согласие на вброс, то это может вызвать недовольство интеллигенции, даже если победа будет одержана без него. В случае поражения на выборах игра заканчивается, и Президент покидает остров. Если же Президент одержит победу вне зависимости от решения по вбросу бюллетеней, то игра продолжится в том же темпе. Проведение свободных выборов будет также благоприятствовать отношениям с США.
Если в настройках игры установлен режим «Свободные выборы», то у Президента нет права на отмену выборов и вброс бюллетеней. Если уровень политических сложностей поставлен до минимума, то выборы будут проводиться только по прямому указу Президента. Если Президент указал в своей биографии победу через фальсификации, то он имеет право подделать до 30 % бюллетеней, и при этом масштабы возмущения будут намного меньше.

### Указы
Проблемы острова могут решаться благодаря указам. Указы бывают двух видов: частные и общие.
- Частные указы действуют исключительно на конкретных граждан: граждан можно подкупать, арестовывать, объявлять еретиками или просто физически уничтожать. Уважение родственников резко меняется в зависимости от типа указа: если гражданина подкупили (вручили ему 1000 долларов в обмен на уважение к Президенту), то уважение к лидеру острова повышается и у семьи гражданина. Если же его арестовали или заклеймили еретиком, то его уважение к лидеру падает до критической отметки, как и у его семьи. Наконец, в случае уничтожения уважение к нему теряют и семья, и свидетели (в 10 клетках от места гибели пострадавшего).
- Общие указы действуют на всё население: так, указы «Сокращение налогов» и «Визит Папы» влияют положительно на всё население, а указы типа «Запрет на контрацептивы» и «Особая лицензия на строительство» могут ухудшить отношения с интеллигенцией. Указы из раздела внешней политики влияют непосредственно на отношения с США и СССР.

Некоторые могут быть изданы только один раз, к которым относятся проведение Панамериканских игр, визит Папы Римского и т.д. Некоторые указы действуют постоянно или временно, и срок действия большинства временных указов обычно составляет 3 года (после истечения их срока Президент может снова издать указ, если это возможно).

## Внешняя политика
Игрок будет развивать отношения с США и СССР, чтобы получать от них денежную помощь. Расположения США можно добиться, улучшив отношения с тропиканскими капиталистами, а СССР — с коммунистами. США также внимательно относятся к вопросу свободы на острове: проведение выборов без фальсификаций, минимизация вооружённых сил и развитие независимых СМИ может улучшить отношения с США. Если какая-то из этих стран будет недовольна политикой Тропико, то она может послать свои войска на остров (но СССР может это сделать только при наличии на Тропико его военной базы) в виде военного крейсера: если Президент не сможет улучшить отношения, то в какой-то момент поступит сообщение о высадке вражеских сил, что будет означать автоматическое поражение в игре и свержение с поста. Наличие на острове базы одной из держав автоматически исключает интервенцию другой до конца игры. Значительный вклад в развитие отношений оказывают указы.

## Экономика
Есть несколько способов развития хозяйства: продажа сельских и промышленных товаров, развлечения для жителей и туризм, а также помощь от иностранных государств.

### Фермерство
Излишки от продукции, выращенной на фермах, продаются. Чтобы получить прибыль от фермерства, лучше перевести несколько ферм на экспортные культуры: доступны кукуруза, ананасы, кофе, сахар, табак, бананы и папайя. В начале каждой игры все фермы по умолчанию производят кукурузу. Ряд культур (кофе, сахар, табак) непригодны для употребления в пищу и поэтому могут только экспортироваться. Выращивание и сбор урожая занимают год, ещё около года требуется на то, чтобы перевести товар в порт и продать его.
Некоторые из товаров могут быть перевезены на рынок для продажи народу и удовлетворения продовольственных потребностей, а также на фабрики как сырьё для переработки в более дорогие товары. Помимо ферм, игроку доступны ранчо, где можно разводить коров и коз, а также пристань для ловли рыбы.

### Шахты
Строительство шахт и добыча полезных ископаемых острова может принести большую прибыль. Выгоднее всего развивать месторождения золота, хотя железо и бокситы также являются прибыльными. Золото может использоваться в качестве сырья для производства вторичной продукции на ювелирных заводах. При наличии электростанции к каждой шахте можно пристроить дополнения, повышающие эффективность работы.

### Лесозаготовки
Вырубка леса и его продажа может стать источником большого дохода, но это может не понравиться фракции зелёных на острове. База лесозаготовок, куда свозятся спиленные деревья, может быть модифицирована, и в таком случае восстановление леса пойдёт быстрее. Лес может использоваться в качестве сырья.

### Индустрия
Из продуктов, выращенных на фермах или добытых в шахтах, можно производить готовые изделия, которые будут стоить значительно дороже. Однако загрязнение среды от фабрик и заводов может быть очень высоким, если не предпринять нужные меры. При этом для работы на заводах необходимы выпускники школ (среднее образование). Доступны спиртоводочный завод (производит ром из сахара), лесопилка (распиливает лес на доски), табачная фабрика (производит сигары из табака), ювелирный завод (производит ювелирные изделия из золота) и консервный завод (консервирует ананасы, кофе и рыбу).

### Туризм и развлечения
Строительство развлекательных заведений, а также использование рекреационных ресурсов (открытие археологических центров, строительство смотровых площадок) способствуют развитию туризма и получению прибыли. Для каждого туриста должны быть много развлекательных заведений, низкий уровень преступности и загрязнения среды. Развлечения, доступные для тропиканцев, также могут использоваться для привлечения туризма).

### Зарубежная помощь
При наличии хороших отношений с США и СССР эти страны будут посылать на Тропико денежную помощь: если у игрока есть аэропорт, то он может отправить делегацию, что также может принести определённые бонусы от повышения экспортных цен и финансовой помощи до квалифицированных рабочих и бесплатного строительства (хотя это не всегда завершается успешно). Также возможно разместить на острове военную базу одной из держав и получать ежегодные денежные выплаты.

## Отзывы и продажи
| Сводный рейтинг    | Сводный рейтинг        |
| Агрегатор          | Оценка                 |
| ------------------ | ---------------------- |
| GameRankings       | 82,54 %                |
| Metacritic         | PC: 85/100 iOS: 86/100 |
| Иноязычные издания |                        |
| Издание            | Оценка                 |
| CGM                | [ 6 ]                  |
| CGW                | [ 7 ]                  |
| Game Informer      | 9,25/10                |
| Next Generation    | [ 9 ]                  |
| PC Gamer (US)      | 77 %                   |
| X-Play             | [ 11 ]                 |
| MacHome Journal    | [ 12 ]                 |
| TouchArcade        | iOS:                   |

## Tropico: Paradise Island
| Сводный рейтинг    | Сводный рейтинг |
| Агрегатор          | Оценка          |
| ------------------ | --------------- |
| GameRankings       | 79,22 %         |
| Metacritic         | 78/100          |
| Иноязычные издания |                 |
| Издание            | Оценка          |
| CGM                | [ 16 ]          |
| CGW                | [ 17 ]          |
| Game Informer      | 7,5/10          |
| X-Play             | [ 19 ]          |

9 января 2002 года BreakAway Games выпустила дополнение для Tropico — Tropico: Paradise Island. В России дополнение вышло через полгода — 6 июня 2002 года, локализатор Логрус, издатель 1С, под названием Тропико: Райский остров. Игровая система не была затронута, хотя игроку упростили немного ведение хозяйства. В игре появились случайные события: от колебания цен на товары до стихийных бедствий. Появились новые строения, большинство из которых связаны с туризмом, такие как аквапарк, ночной клуб, теннисные корты и заповедные зоны. Добавлены новые сценарные задания, появилось больше дюжины новых построек и ряд указов, введены новые персонажи и т. д.
Сайт AG.ru поставил игре 60 %, но оценка игроков оказалась выше (80 %). Журнал Игромания поставил игре 9/10, посетители сайта Игромании дали игре 7,5/10.

## Дополнительные факты
- В игре на роль диктатора можно назначить музыканта Лу Бегу (в немецкой версии игры звучит и его песня «Club Elitaire»)[22].